# Surucuá-de-murici
O Surucuá-de-Murici (nome científico: Trogon muriciensis) é uma espécie de ave da família Trogonidae que se encontra criticamente ameaçada de extinção.
Uma espécie endêmica da Mata Atlântica, com distribuição geográfica restrita à Estação Ecológica de Murici, em Alagoas. Anteriormente, essa espécie era considerada uma subespécie do complexo Trogon rufus (Trogonidae).

## Etimologia
O Surucuá-de-Murici é batizado em referência à Estação Ecológica de Murici, única localidade que se sabe de sua ocorrência. Segundo os autores da descrição, o epíteto específico é um alerta para situação de conservação preocupante em que o T. muriciensis se encontra. 

## Taxonomia
O Surucuá-de-Murici foi descrito pela primeira vez como uma subespécie de Trogon rufus, esse que foi descrito por Gmelin, em 1788. Após ser promovida ao nível de espécie por Jeremy Dickens, Pierre Biton, Gustavo Bravo e Luís Fábio Silveira, foi batizada de Trogon muriciensis em homenagem a sua distribuição geográfica, ocorrendo apenas na Estação Ecológica de Murici.

## Descrição

### Morfologia
O Surucuá-de-Murici é descrito como uma ave de coloração verde e barriga amarela. Suas asas têm plumagem preta, com listras em branco. Há um anel azul em torno de seus olhos. Seu peito tem uma coloração azul turquesa. A cauda do T. muriciensis tem uma coloração verde, do mesmo tom do dorso. A parte ventral da cauda apresenta listras em preto e branco, uma característica comum a algumas espécies do mesmo gênero. 

### Vocalização
Quando o canto de T. muriciensis é comparado com as outras espécies do complexo Trogon rufus, fica evidente que o número de notas por frase (entre 3 e 5), a duração das pausas (0.34, 0.26–0.40), a duração das notas seguintes a introdutória (0.28, 0.25–0.35), a frequência alta da nota de introdução (1.64, 1.55–1.76) e a frequência baixa das notas seguintes a introdutória (0.99, 0.85–1.10) podem ser classificadas como moderadas. Enquanto o pico de frequência de notas altas (1.40, 1.36–1.45), e a frequência alta das notas seguintes a introdutória(1.53, 1.48–1.65), são moderadamente baixos. A duração da nota introdutória (0.26, 0.18–0.33) é relativamente longa, o seu ritmo de canto (2.00, 1.9–2.1) é moderadamente lento, o pico da frequência da nota introdutória é moderadamente alto (1.49, 1.43–1.55), a frequência baixa da nota de introdução (1.20, 1.02–1.40), o intervalo de frequência das da nota introdutória (0.23, 0.11–0.30) é grande.

## Habitat
A distribuição geográfica do Surucuá-de-Murici é extremamente restrita, atualmente ele só é encontrado na Estação Ecológica de Murici, que possui 6.000 hectares de área de Floresta Atlântica Nordestina. Acredita-se que ele já teve uma distribuição maior anteriormente, porém com o desmatamento sua área foi reduzida.

## Estado e Conservação
Em uma saída de campo em 2019, pesquisadores conseguiram observar apenas 20 indivíduos, colocando o T. muriciensis na categoria “em perigo crítico” da Lista Vermelha da IUCN, tanto pelo critério de redução drástica de sua população, quanto pela diminuição do território que a espécie ocupa. É o surucuá mais ameaçado do mundo.
A região onde o Surucuá-de-Murici se encontra é uma das regiões com o maior número de espécies ameaçadas de extinção das américas, isso é resultado principalmente da perda de habitat e degradação no Centro de Endemismo de Pernambuco, o que já levou a extinção de várias outras espécies nesse centro de endemismo.
Ações urgentes são necessárias para prevenir futuras perdas de espécies dessa região, a consolidação de fragmentos florestais em blocos contínuos e dando proteção legal para fragmentos grandes de floresta não protegidos, incluindo Murici.
É recomendado e necessário um programa de reprodução em cativeiro e soltura na natureza, baseado no conhecimento e experiência adquirida após ser bem sucedido em chocar e criar outras espécies de Trogons em cativeiro, para salvar os últimos indivíduos de Trogon muriciensis.